# Т-180 (трактор)
Т-180 - марка промислового гусеничного трактора, що випускався Брянським автомобільним заводом. Перший в СРСР серійний трактор тягового класу 15 тс.
Трактор призначений для роботи з навісним і причіпним обладнанням на будівельних об'єктах, в дорожньому будівництві, а також в газовій, гірничодобувної, лісової та інших галузях промисловості. На тракторі встановлено чотиритактний, дизельний, шестициліндровий двигун Д-180 з вертикальним розташуванням циліндрів, передкамерним сумішоутворенням, нероздільної камерою згоряння в поршні, рідинної закритою системою охолодження, запуском від пускового двигуна П-23.
Муфта зчеплення суха, постійно замкнута, з двома ведучими і двома відомими дисками, з пневматичним сервомеханізмом.
Коробка передач механічна, п'ятиступінчаста, чотирьохходові, з шестернями постійного зачеплення. Механізм повороту планетарний, одноступінчатий. Для керування механізмами повороту використовуються пневматичні сервомеханізми. Планетарний механізм забезпечує плавну зміну швидкості кожної гусініци (по відношенню до іншої гусениці), що дозволяє повертати трактор по кривих різного радіусу. Головна передача конічна, зі спіральними зубами.
Кінцеві передачі одноступінчасті, з прямозубих шестернями. Гальма стрічкові, двосторонньої дії, працюють в масляній ванні, забезпечені пневматичними сервомеханізмом.
Підвіска трактора торсіонна з балансирними каретками. Забезпечує плавний хід на підвищених швидкостях.
Прототип трактора Т-180 носив позначення Т-140.